# Andrea del Castagno

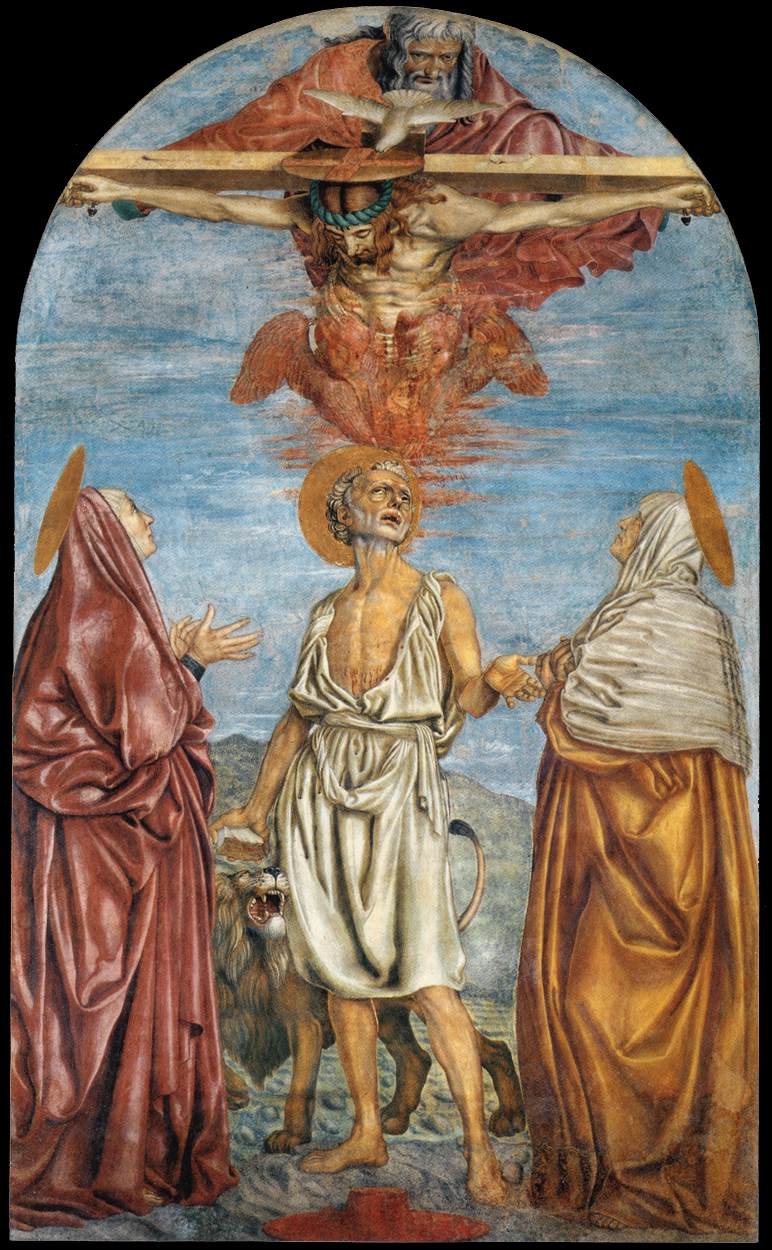
Trójca Święta ze św. Hieronimem, św. Pauliną i św. Eustochią, ok. 1455, Santissima Annunziata we Florencji

Andrea del Castagno (ur. 1419 (?), zm. 1457) – włoski malarz epoki quattrocenta. 
Według przekazów był synem chłopa. Wykształcenie malarskie otrzymał dzięki Bernadettowi de'Medici. Uchodził za gwałtownika, czego dowodem jest uznawana dziś za nieprawdziwą informacja Vasariego, że zamordował innego artystę, Domenika Veneziano.
Jednym z jego najwcześniejszych dzieł, które zachowały się do naszych czasów, są freski z kościoła San Zaccharia w Wenecji (1442). W ich dekoracyjności widać jeszcze wpływy sztuki gotyku. Na zbliżony okres datowane jest Ukrzyżowanie ze szpitala Santa Maria Nuova we Florencji (obecnie Uffizi, ok. 1440-41). Malowidło to było przeznaczone dla szerokiego kręgu widzów, zwłaszcza tych najbiedniejszych. Scena pozbawiona została monumentalizmu i zyskała cechy zbliżające je do cierpiącego, tak jak Chrystus, odbiorcy. Freski z refektarza klasztoru Santa Apollonia we Florencji (1445–50) są już dziełem dojrzałym. Przedstawione zostały tam sceny: Ostatniej Wieczerzy, Ukrzyżowania, Złożenia do grobu oraz Zmartwychwstania. Dzięki dużej głębi przestrzennej i rzeźbiarskiemu modelunkowi Ostatnia Wieczerza iluzjonistycznie wydłuża przestrzeń pomieszczenia. Obecnie w budynku klasztoru znajduje się muzeum artysty. 
W 1456 Andrea del Castagno stworzył we florenckiej katedrze fresk z wyobrażeniem pomnika konnego Niccola da Tolentino, nawiązując do dzieła Pomnik sir Johna Hawkwooda Uccella. W tym samym okresie powstały freski w willi Carducci niedaleko Florencji - cykl portretów wybitnych osobistości. Postaci umieszczone zostały w niszach z architektonicznym obramowaniem. Byli to: trzej ludzie czynu (Filippo Scolari zw. Pippo Spano, Farinata degli Uberti, Niccolò Acciainoli), trzy sławne kobiety (Sybilla Kumańska, królowa Estera, królowa Tomyris) i trzej wielcy pisarze (Dante Alighieri, Francesco Petrarca, Giovanni Boccaccio). 
Twórczością Castagna inspirowali się w drugiej połowie XV w. artyści florenccy (Antonio Pollaiuolo, Verrocchio), ferraryjscy i Andrea Mantegna.

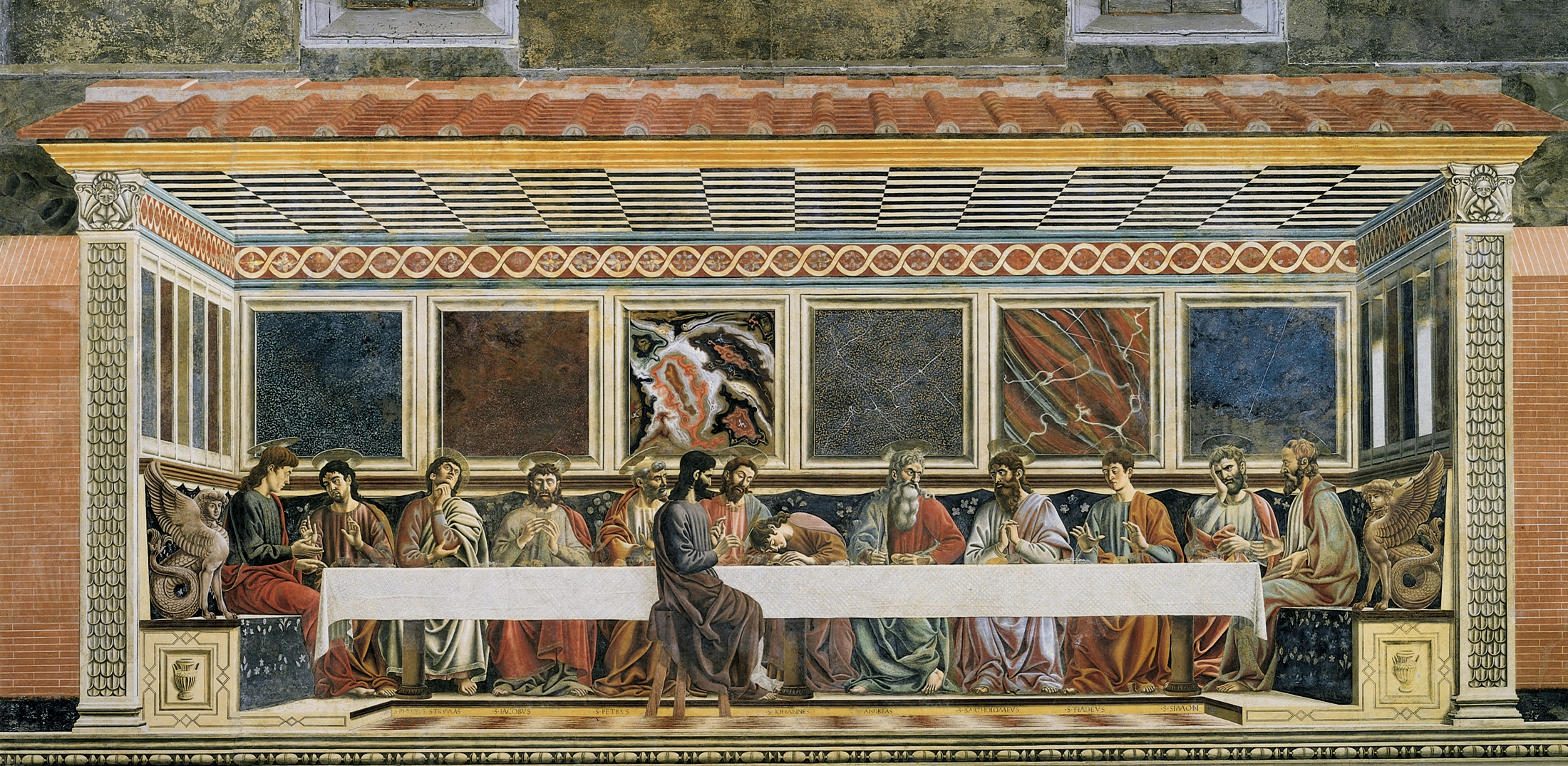
Ostatnia Wieczerza, fresk z Santa Apollonia.
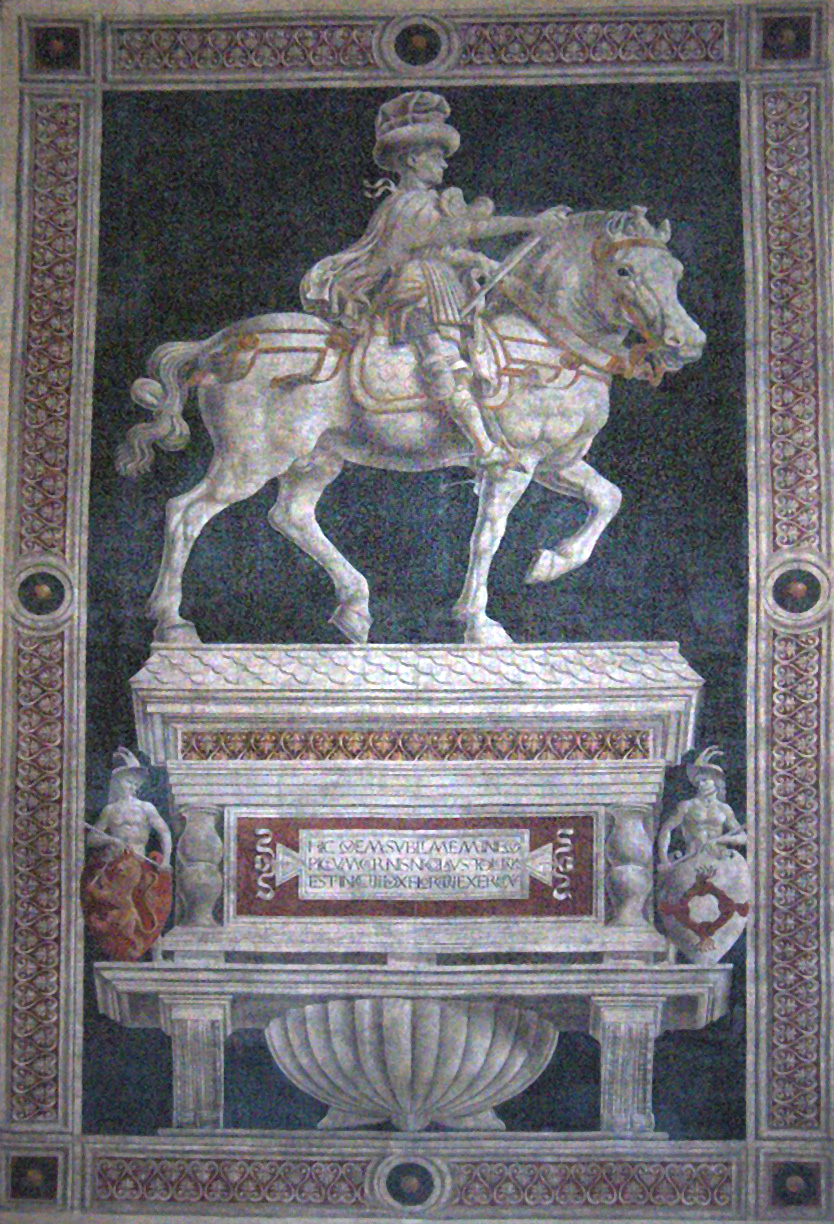
Epitafium Niccola da Tolentino, fresk z katedry Santa Maria del Fiore
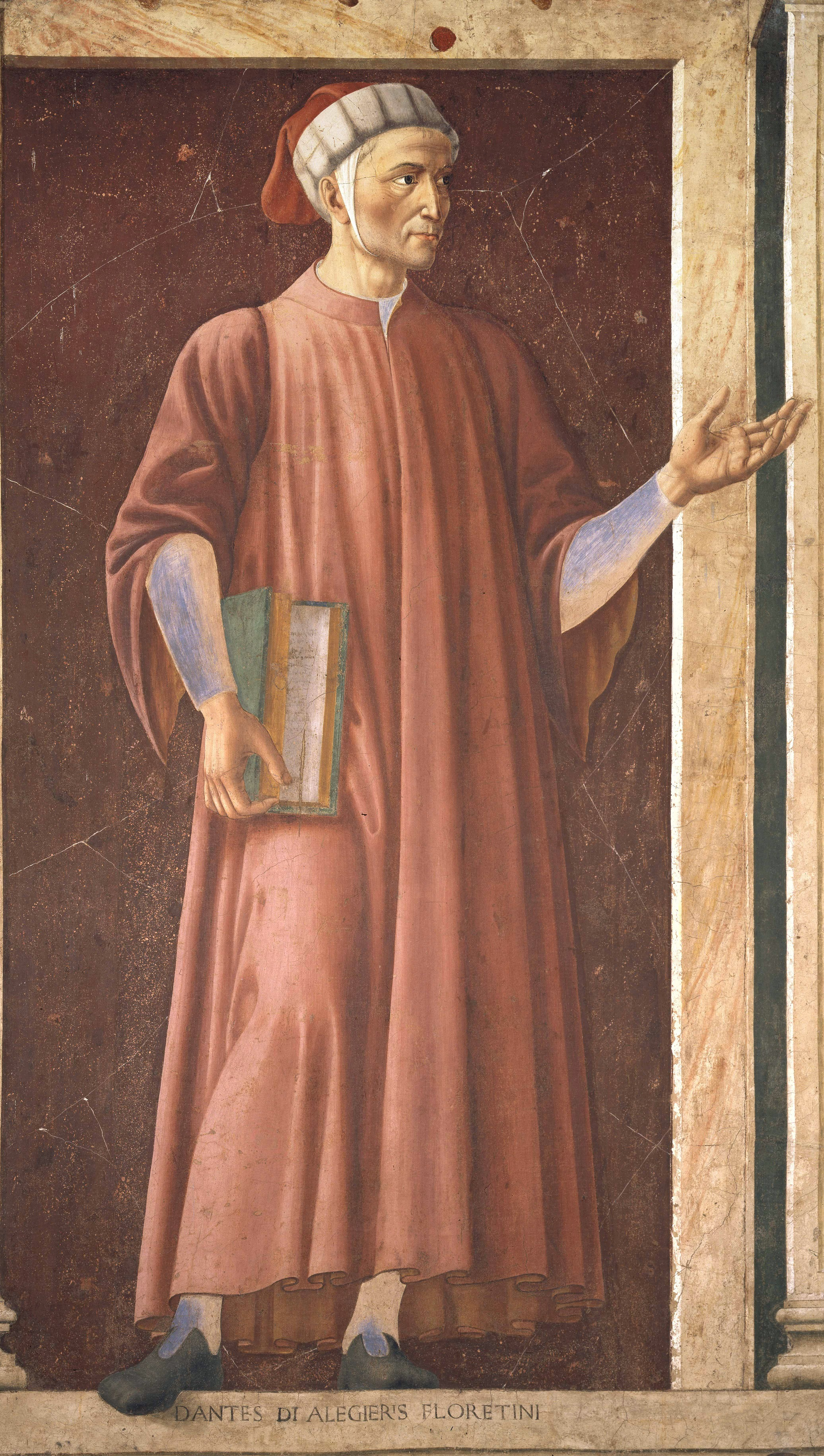
Portret Dantego Alighieri